# Saskia Lavaux

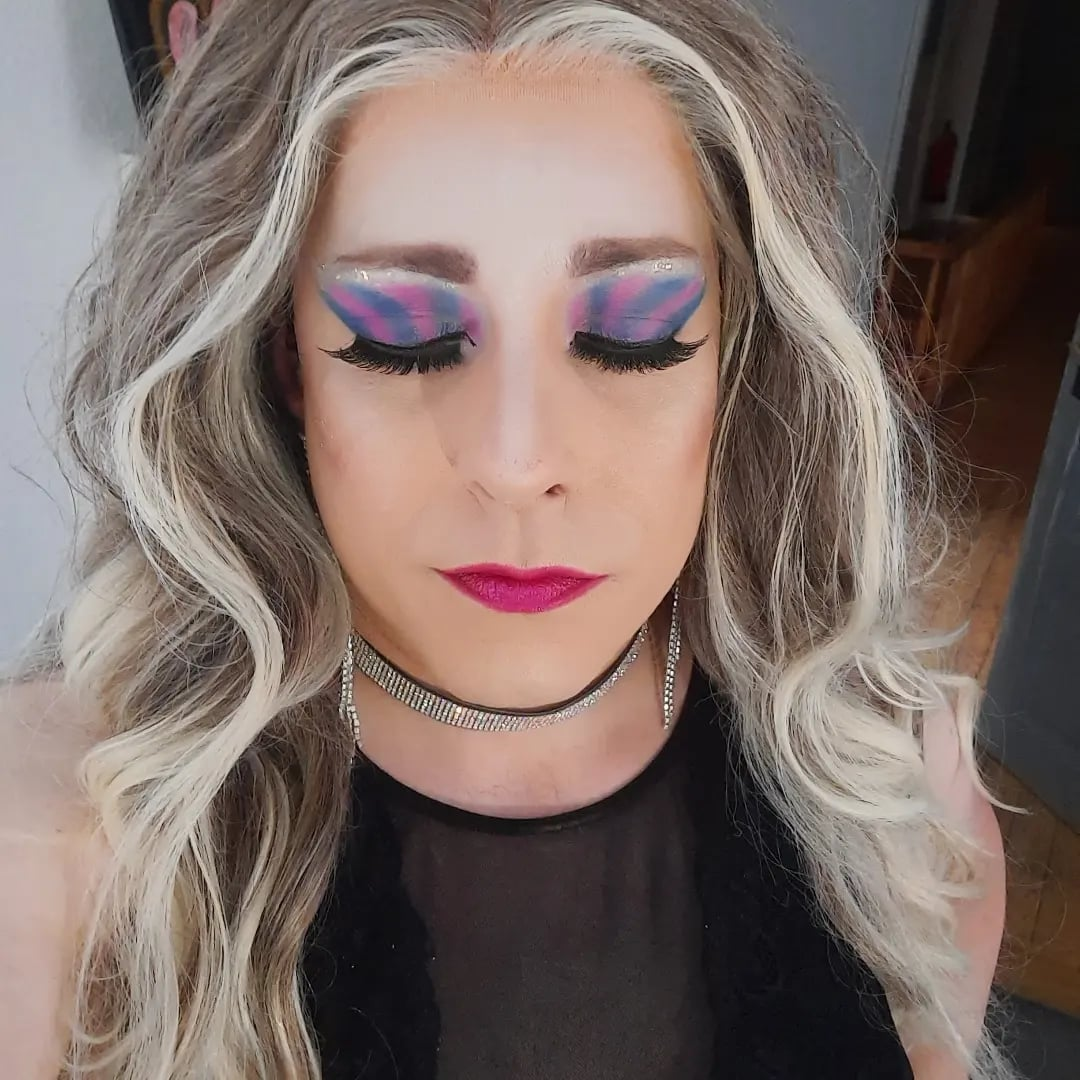
Saskia Lavaux vor einem Konzert im Backstagebereich (2022)

Saskia Lavaux (* 30. Mai 1979 in Peine) ist eine deutsche Musikerin.

## Leben
Lavaux ist Sängerin und Gitarristin der Indie-Rock-Gruppe Schrottgrenze, welche Ende 2007 zuerst pausierte, sich im Jahr 2010 auflöste, jedoch seit 2017 wieder aktiv ist. Darüber hinaus veröffentlichte sie seit 1999 mehrere MCs, LPs und CDs mit Neben- und Soloprojekten, oftmals auf selbstbetriebenen Kleinstlabels wie Jerusalem Boogie, Nea Morfi oder Someone Else’s Tapes.
Im Gegensatz zu ihren Bandprojekten beinhalten diese Veröffentlichungen keine konventionellen Songs, sondern kraftvolle, atonale Drone-Musik und Soundscapes.
Von 2008 bis 2019 war Lavaux als Multiinstrumentalistin bei der Hamburger Experimental-Band Station 17 tätig. Im Jahre 2009 spielt Lavaux Gitarre und Schlagzeug bei der Elektro-Punk-Formation Das Bierbeben. Das dritte und unbetitelte Album von Das Bierbeben erschien 2009 auf dem Berliner Label Shitkatapult. Im Jahr 2010 übernahm Lavaux das Schlagzeug bei Kommando Sonne-nmilch.
Nebenbei arbeitet Lavaux unregelmäßig als Remixerin für Gruppen wie The toten Crackhuren im Kofferraum oder Die Tödliche Doris oder kooperiert mit den Rapperinnen Sukini und Finna.
Seit 2018 lebt Lavaux ihre Transweiblichkeit offen im Rahmen ihrer musikalischen Arbeit aus. Ihre thematischen Schwerpunkte sind geschlechtliche Selbstbestimmung, queere Emanzipation und queerer Feminismus.
Lavaux lebt in einer Beziehung mit der Musikerin Finna. Sie lebt in Hamburg.